# Crise au Moyen-Orient (depuis 2023)
Conflit israélo-arabe
Conflit par procuration Iran-Israël
Conflit israélo-palestinien
Conflit israélo-libanais
Guerre froide au Moyen-Orient
Batailles
La crise au Moyen-Orient est une série de guerres et de conflits interdépendants, ainsi qu'une instabilité accrue au Moyen-Orient, débutée en 2023 après l'attaque du Hamas contre Israël le 7 octobre. Cette attaque terroriste survient après une période de tensions et de violences croissantes en Cisjordanie et dans la bande de Gaza. Elle cause la mort d'environ 1 200 personnes en Israël et environ 250 autres sont prises en otages. Israël réagit en lançant une campagne de bombardements intensifs, puis en envahissant la bande de Gaza, dans le cadre de la guerre de Gaza, où plus de 62 000 palestiniens ont péri depuis le début du conflit.
Peu après le début de la guerre de Gaza, plusieurs milices de l'Axe de la résistance soutenues par l'Iran rejoignent le conflit contre Israël. Au Liban, le Hezbollah tire des roquettes sur le nord d'Israël, déclenchant un conflit de quatorze mois qui s'est s'aggravé en octobre 2024 en une invasion israélienne du sud du Liban, avant de se conclure par un cessez-le-feu le 27 novembre. En mer Rouge, les Houthis basés au Yémen attaquent des navires en solidarité avec le Hamas, s'attirant les foudres de la communauté internationale, notamment par une série de frappes aériennes menées par les États-Unis et le Royaume-Uni contre des positions tenues par les Houthis. Un cessez-le-feu est finalement signé entre le groupe armé et les américains en mai 2025.
À trois reprises au cours de la crise, l'Iran et Israël s'affrontent par conflit direct. Les deux pays échangent des attaques sur leurs territoires respectifs en avril et octobre 2024, puis celles-ci s'intensifient à partir de juin 2025 ; à chaque fois, la défense israélienne est soutenue par une coalition multinationale. En novembre 2024, des groupes d'opposition syriens lancent une offensive qui ravive la guerre civile syrienne, aboutissant à la chute du régime Assad le 8 décembre et à la mise en place d'un gouvernement de transition à la place de l'ancien gouvernement baasiste. Le même jour, les forces israéliennes envahissent la Syrie, le gouvernement israélien déclarant nul et non avenu l'accord de désengagement de 1974 avec la Syrie.
Les conséquences diplomatiques et politiques de la crise sont considérables. L'ampleur des destructions à Gaza conduisent à l'isolement diplomatique d'Israël et à la suspension des négociations de normalisation entre Israël et l'Arabie saoudite. À l'inverse, la crise aurait considérablement affaibli la puissance et l'influence régionales de l'Iran et de ses alliés. Certains accusent Israël de génocide, notamment l'Afrique du Sud dans une affaire en cours devant la Cour internationale de justice ; celle-ci a émise des mandats d'arrêt contre des dirigeants d'Israël et du Hamas pour crimes de guerre.

## Événements par théâtre

### Israël et la bande de Gaza

Carte de la guerre à Gaza au 6 mai 2025.

Le 7 octobre 2023, le Hamas mène une attaque surprise contre Israël depuis la bande de Gaza, s'emparant de territoires dans le sud d'Israël et tuant environ 1 200 personnes,,. De plus, environ 250 Israéliens et étrangers sont pris en otages et emmenés Gaza par le Hamas et d'autres groupes armés palestiniens. L'attaque débute par un tir de barrage de plus de 4 000 roquettes et des incursions de parapentes vers Israël. Les combattants du Hamas franchissent également la barrière entre Gaza et Israël et massacrent des civils dans plusieurs localités. Cette journée est décrite par divers médias et hommes politiques, comme la plus sanglante de l'histoire d'Israël et la plus meurtrière pour les Juifs depuis la Shoah En réponse, le gouvernement israélien déclare la guerre pour la première fois depuis la guerre du Kippour de 1973.
Après l'attaque du 7 octobre, Israël commence un bombardement et un blocus de la bande de Gaza. L'opération s'intensifie le 13 octobre en raids temporaires dans le nord de la bande de Gaza, puis le 27 octobre débute une invasion à grande échelle de Gaza, avec comme objectifs la destruction totale du Hamas et la libération des otages. La phase initiale de l'invasion a lieu dans le nord de la bande de Gaza, dont un siège de la ville de Gaza qui commence le 2 novembre. Le Hamas et Israël conviennent d'une trêve de six jours, du 24 au 30 novembre 2023, au cours de laquelle des otages israéliens sont échangés contre des prisonniers palestiniens,. Après l'expiration de la trêve en décembre, les troupes israéliennes atteignent la ville de Khan Younès dans le centre de Gaza. Israël mène également une campagne de bombardement de la ville méridionale de Rafah en février, capture le poste-frontière de Rafah le 7 mai 2024 alors qu'une offensive dans et autour de la ville débute. Les forces israéliennes pénètre dans Rafah le 14 mai. En juillet, Tsahal lance une seconde bataille à Khan Younès. Le 16 octobre 2024, l'armée israélienne élimine le chef du Hamas, Yahya Sinwar, atteignant ainsi un objectif majeur de l'invasion israélienne de Gaza.
La guerre déclenche cependant une crise humanitaire sans précédant dans la bande de Gaza, et provoque le déplacement forcé d'environ 1,9 million des 2,2 millions de gazouis d'avant-guerre. Au moins 46 000 civils périssent à la suite du conflit. Le 15 janvier 2025, Israël et le Hamas conviennent d'un cessez-le-feu. Il entre en vigueur quatre jours plus tard, le Hamas conservant le contrôle de la bande de Gaza,. Israël rompt le cessez-le-feu en reprenant les bombardements le 18 mars 2025.

### Cisjordanie

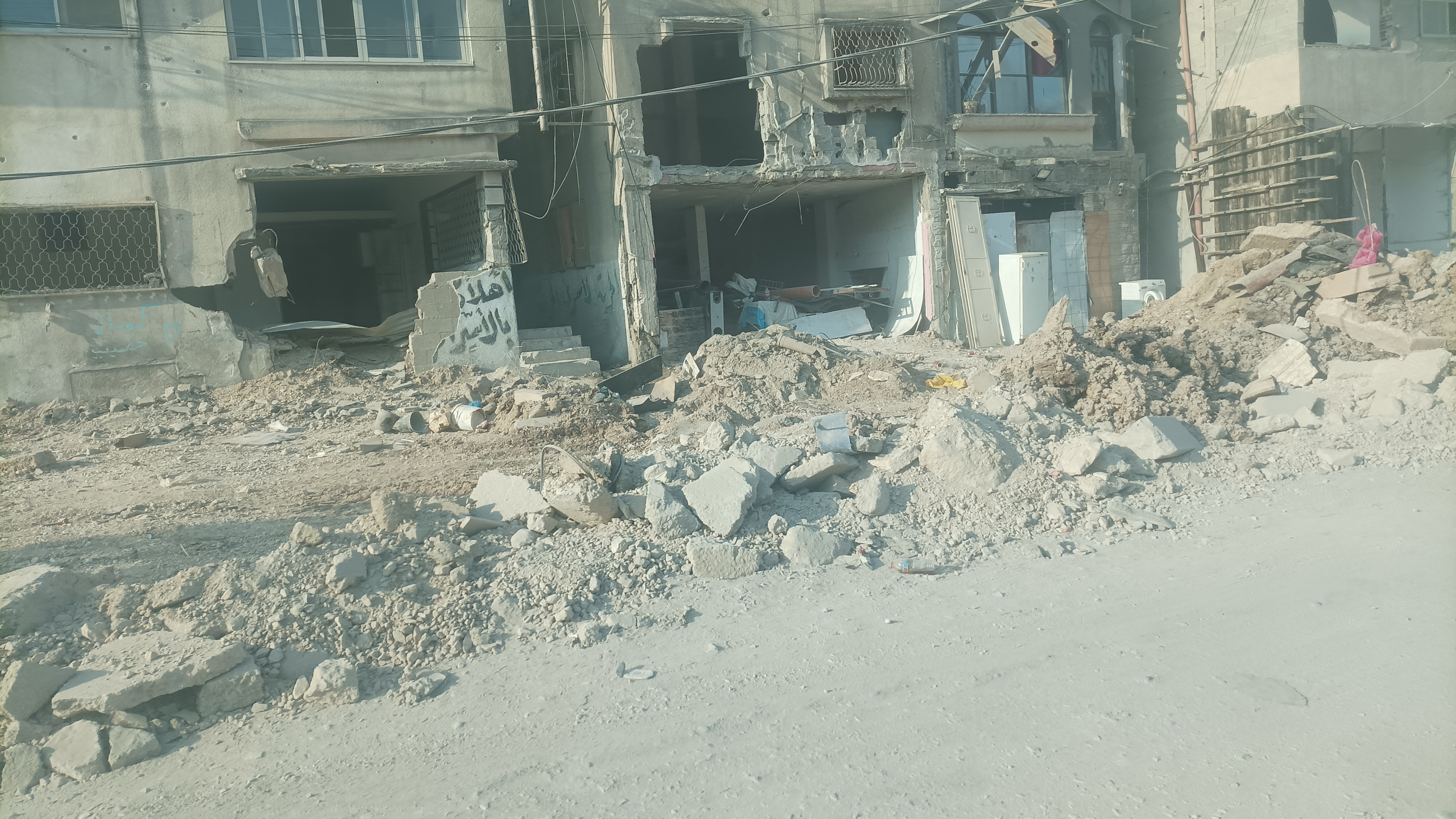
Destructions causées par Tsahal à Tulkarem en juillet 2024.

Les tensions et les violences entre les forces militaires israéliennes et les colons en Cisjordanie se sont intensifiées bien avant le début de la guerre de 2023. Selon l’ONU, 2022 est l’année la plus meurtrière jamais enregistrée pour les Palestiniens, cependant dépassée par l’année 2023 (du moins jusqu’en septembre), qui représente l’année la plus meurtrière de l’histoire pour les enfants de Cisjordanie.
Pendant la guerre de Gaza, les forces israéliennes mènent des incursions et des frappes aériennes quasi quotidiennes dans les communautés palestiniennes du territoire occupé par Israël en Cisjordanie (en), dont certaines conduisent à des affrontements avec les milices palestiniennes régionales,.
Dans les premières semaines après l'attaque du Hamas, Israël arrête 63 membres de l'organisation à Tulkarem, et vise une mosquée à Jénine, utilisé d'après Tsahal par le Hamas et le Jihad islamique palestinien (JIP),,. Simultanément, les attaques des colons israéliens se multiplient au cours du premier mois de la guerre, dans le cadre d'une augmentation générale de la violence des colons qui provoque le déplacement plus de 1 500 Palestiniens pendant la guerre. Le 28 août 2024, Israël lance une vaste opération militaire en Cisjordanie (en) consistant en des raids, des frappes aériennes et le blocage des points d'entrée à Jénine et Tulkarem,,, marquant sa plus grande offensive sur le territoire depuis la Seconde Intifada. Le 21 janvier 2025, Israël lance son premier raid majeur post-cessez-le-feu, ciblant Jénine, et annonce son intention de maintenir une présence militaire à long terme dans la ville, marquant ainsi un changement de stratégie.
De plus, des affrontements éclatent entre l'Autorité palestinienne (AP) et les groupes combattants qui lui sont opposés en Cisjordanie. L'AP dispose d'une autorité administrative partielle dans la région,, et est dominée par le Fatah, dont les collaborations avec l'armée israélienne pour la sécurité, sont critiquées par des groupes armés comme le Hamas et le JIP. Les affrontements s'intensifient en juillet 2024 (en), et en octobre, l'AP commence une répression des insurgés à Tubas (en) face à la campagne de déstabilisation de l'Iran, œuvrant dans l'ombre en faveur des milices locales,. En décembre 2024, l'AP lance une seconde offensive à Jénine (en) ciblant les brigades de Jénine,, un groupe de coordination des milices locales.

### Liban
Une série d'affrontements frontaliers entre Israël et le Hezbollah libanais, le long de la frontière israélo-libanaise, débute le 8 octobre 2023,,, lorsque le Hezbollah attaque la région des fermes de Chebaa en soutien à l'attaque du Hamas contre Israël la veille. Israël riposte en attaquant les positions du Hezbollah dans le sud du Liban,. Les escarmouches entre les deux parties se poursuivent ensuite dans le sud du Liban et le nord d'Israël, notamment sur le plateau du Golan occupé par Israël. Le Hezbollah déclare initialement attaquer Israël jusqu'à ce que ce dernier mette fin à ses opérations à Gaza,; ces attaques provoquent le déplacement de 96 000 Israéliens du nord d'Israël.
Le 2 janvier 2024, Israël mène une frappe aérienne dans la banlieue de Dahieh à Beyrouth, assassinant le chef adjoint du Hamas, Saleh al-Arouri. Le Hezbollah riposte le 6 janvier en lançant des roquettes sur une base israélienne près du mont Méron,. Deux jours plus tard, Israël élimine le commandant du Hezbollah accusé d'avoir perpétré cette attaque. Le 27 juillet, 12 enfants sont tués sur le plateau du Golan lors d'une attaque dont Israël accuse le Hezbollah,,. En réponse, Israël tue le commandant du Hezbollah, Fouad Chokr, à Beyrouth le 30 juillet.
En septembre 2024, une opération israélienne entraîne l'explosion simultanée de milliers de téléavertisseurs portables utilisés par le Hezbollah le 17 septembre et de centaines de talkies-walkies le lendemain. L'attaque, qui tue 42 personnes,, marque le début d'une campagne intensive contre le Hezbollah. Dans les jours suivant, Israël poursuit ses attaques au Liban et mène des bombardements aériens massifs provoquant la mort de plus de 700 personnes, notamment le 20 septembre 2024, qui coûte la vie à Ibrahim Aqil, le commandant de la force Redwan du Hezbollah. Le 27 septembre, Israël assassine Hassan Nasrallah, chef du Hezbollah, lors d'une attaque contre le quartier général du groupe à Beyrouth.
Le 30 septembre 2024, Israël lance une invasion du Sud-Liban. Selon les autorités israéliennes, 63 000 Israéliens ont dû quitter la zone frontalière avec le Liban à cause des roquettes par le Hezbollah,,. Le 15 octobre, plus de 25 % du Liban est sous le coup d'ordres d'évacuation israéliens. Durant l'invasion, Israël capture et détruit plusieurs villages et villes du Sud-Liban, tout en poursuivant ses frappes aériennes à travers le pays. Au cours du conflit, plus de 3 700 civils libanais sont tués et environ 1,3 million sont déplacées,,. Le 27 novembre, Israël et le Hezbollah conviennent d'un cessez-le-feu de 60 jours destiné à mettre un terme durable au conflit,. Bien qu'ayant échangé des attaques tout en s'accusant mutuellement de violer le cessez-le-feu, l'accord demeure largement respecté par les deux parties.
Selon un nouveau rapport datant de juillet 2025, le Hezbollah aurait perdu 10 000 de ses combattants et la plupart de ses capacités militaires se sont considérablement détériorées.

### Yémen et la mer Rouge

Carte de l’activité des Houthis en Arabie du Sud :
Territoire yéménite contrôlé par les Houthis (SPC)
Territoire yéménite contrôlé par le gouvernement du Yémen (PLC)
- Attaques des Houthis (en rouge) et détournements de navires (en bleu)

Peu après le début de la guerre de Gaza en octobre 2023, les Houthis basés au Yémen commencent à cibler les navires marchands et bâtiments de guerre traversant la mer Rouge. Le 31 octobre, le porte-parole militaire des Houthis, Yahya Saree, déclare que le groupe a lancé des missiles balistiques et des drones vers Israël, et qu'ils continueront de le faire « pour aider les Palestiniens à la victoire ». Le groupe annonce cibler les navires liés à Israël, mais attaqua principalement sans distinction de nombreux navires ayant aucun lien avec le pays. Le 19 novembre, le Galaxy Leader, un cargo affrété par une entreprise de logistique japonaise avec 25 personnes à bord, est détourné par les Houthis à l'aide d'un hélicoptère Mil Mi-17. Le 18 février 2024, le MV Rubymar est touché par deux missiles antinavires alors qu'il transporte une cargaison d'engrais. Après avoir dérivé pendant des semaines, le navire sombre le 2 mars au large du Yémen des suites de l'attaque, devenant ainsi le premier navire coulé par une attaque des Houthis depuis le début de la crise en octobre 2023.
En mai 2024, les Houthis ont mené plus de 50 attaques; selon Abdul-Malik al-Houthi, ses forces ont lancé 606 missiles balistiques et drones contre 107 navires affiliés à Israël et ses alliés à travers la mer Rouge, le détroit de Bab-el-Mandeb, le golfe d'Aden et l'océan Indien. Pour éviter les attaques, de nombreux navires évitent le canal de Suez et la mer Rouge en contournant le cap de Bonne-Espérance à la pointe sud de l'Afrique, ce qui entraîne une augmentation des coûts de transport.

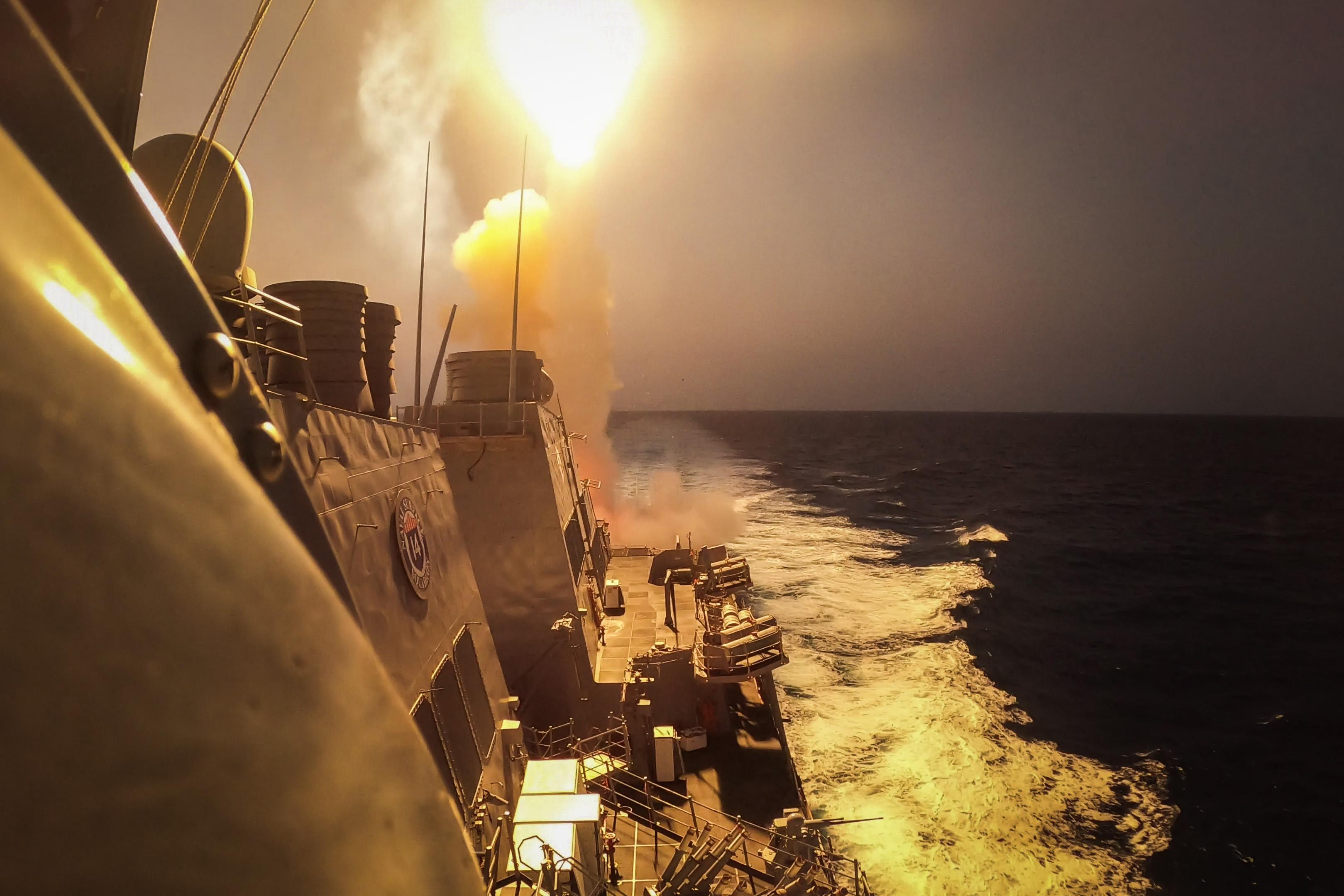
L' fait feu sur des missiles Houthis visant Israël au-dessus de la mer Rouge le 19 octobre 2023.

La première confrontation a lieu le 19 octobre 2023, lorsque l'USS Carney abat plusieurs missiles se dirigeant vers le nord, au-dessus de la mer Rouge, en direction d'Israël. En décembre, les États-Unis lancent l'opération Gardien de la prospérité, une coalition navale multinationale visant à combattre les attaques en mer Rouge. La coalition comprend les États-Unis, le Royaume-Uni, l'Australie, Bahreïn, le Canada, la France, l'Italie, les Pays-Bas, la Nouvelle-Zélande, la Norvège, les Seychelles et l'Espagne,. En février 2024, l'Union européenne lance l'opération Aspide, comprenant la Grèce, l'Italie, la France, l'Allemagne, la Belgique et d'autres membres de l'UE ; contrairement à l'opération Gardien de la prospérité, Aspide est une coalition purement défensive. Le 3 janvier 2024, les États-Unis et 12 autres pays lancent un ultimatum aux Houthis, les avertissant de cesser leurs attaques sous peine d'intervention militaire. Le 12 janvier, les États-Unis et le Royaume-Uni mènent des frappes aériennes au Yémen contrôlé par les Houthis, à la suite d'une résolution du Conseil de sécurité des Nations Unies condamnant leurs attaques successives,. Les frappes sont ordonnées par le président américain Joe Biden,. Les deux pays ont lancé 452 attaques au Yémen en mai 2024.
Après une attaque de drone des Houthis en juillet 2024 près du bureau de l'ambassade des États-Unis à Tel Aviv, Israël riposte en attaquant des installations militaires et des dépôts pétroliers à Al-Hodeïda, au Yémen. Tsahal attaque de nouveau le Yémen en septembre, au cours duquel six personnes sont tuées. Après les attaques Houthis de décembre 2024, l'État hébreu lance deux vagues de frappes (en) à Al-Hodeïda et à Sanaa, tuant au total 13 personnes. Les attaques israéliennes au Yémen se poursuivent en 2025. Le 15 mars, les États-Unis déclarent avoir lancé des frappes aériennes et navales sur des dizaines de cibles houthies, sur ordre du président Trump qui a ordonné une escalade de la campagne militaire contre le groupe. Le 18 mars, les Houthis promettent une réponse à la suite des frappes israéliennes de mars 2025 sur Gaza. Le 2 avril, les forces iraniennes se retirent du Yémen. Le 17 avril, l'armée américaine annonce avoir frappé le port de carburant de Ras Issa dans l'ouest du Yémen,. La frappe aurait tué au moins 80 personnes et blessé au moins 150 autres,. Le 28 avril, les frappes américaines touchent un centre de détention de migrants africains dans le gouvernorat de Sa'dah, tuant au moins 68 personnes et en blessant 47 autres,. Le 4 mai 2025, un missile balistique lancé par les Houthis frappe un terrain vague dans l'enceinte de l'aéroport international de Tel Aviv-David Ben Gourion, faisant 6 blessés légers, des dégâts très mineurs et causant un cratère d'impacte large et profond de plusieurs dizaines de mètres. De nombreuses compagnies aériennes occidentales annoncent suspendre leur vol vers Tel-Aviv après ce bombardement. Les Houthis revendiquent avoir lancé un « missile balistique hypersonique ». En représailles, l'armée israélienne mène le lendemain des frappes aériennes au Yémen en ciblant des infrastructures le long de la côte, notamment le port d'Al-Hodeïda et une usine de béton à Badschil. Le 6 mai 2025, l'armée israélienne ordonne l'évacuation de la zone de l'aéroport international de Sanaa. Plus tard, elle déclare avoir frappé plusieurs cibles au Yémen, notamment en « paralysant complètement » l'aéroport de Sanaa, plusieurs grandes centrales électriques de la région et l'usine de béton d'Al-Imran au nord de Sanaa. Le même jour, l'accord de cessez-le-feu entre les États-Unis et les Houthis entre en vigueur, mettant fin aux frappes aériennes conjointes américano-britanniques sur des cibles houthies au Yémen. Le groupe armé cesse ses attaques contre les navires en mer Rouge, mais souligne que le cessez-le-feu ne s'appliquera « en aucune façon » à Israël. Le 16 mai, l'armée israélienne déclare avoir mené des attaques sur les ports d'Al-Hodeïda et de Salif en réponse aux attaques des Houthis contre Israël, et avoir détruit des infrastructures dans les ports contrôlés par les Houthis et utilisés pour les transferts d'armes,,. Le 28 mai, l'armée israélienne cible un avion de transport houthi,. Le 10 juin, la marine israélienne mène des attaques au Yémen pour la première fois, ciblant le port d'Al-Hodeïda.
En juillet 2025, les Houthis coulent deux navires marchands (Eternity C et Magic Seas) capturés en mer Rouge. Il s’agit des premières attaques menées depuis plusieurs mois par le groupe armé yéménite contre des navires qu’ils estiment liés à Israël.

### Irak et Jordanie

Carte des attaques contre les bases américaines en Irak, en Jordanie et en Syrie.

À partir du 17 octobre 2023 et en réponse au soutien des États-Unis à Israël dans la guerre à Gaza, la Résistance islamique en Irak (IRI) et d'autres milices de l'Axe de la résistance dirigé par l'Iran lancent une série d'attaques contre des bases et des actifs militaires américains en Syrie, en Irak et en Jordanie. Elles commencent par une attaque de l'IRI contre la base aérienne américaine d'al-Asad dans le nord de l'Irak, que les États-Unis parviennent à intercepter. Plus de 170 attaques de ce type sont signalés en janvier 2024 ; celles-ci visent à faire pression sur les États-Unis pour forcer le retrait de leurs troupes dans la région, déployées pendant la guerre contre l'État islamique. Le 28 janvier 2024, une attaque de l'IRI contre une base américaine en Jordanie tue trois militaires américains ; les États-Unis répondent le 2 février en attaquant sept sites en Irak et en Syrie. L'IRI mène également des attaques contre Israël à partir d'octobre 2023, et en janvier 2024, le groupe armé vise la ville israélienne d'Ashdod dans ce qu'il décrit comme étant la « seconde phase des opérations » de son soutien aux Palestiniens de Gaza; deux soldats israéliens sont tués par des frappes de drones en provenance d'Irak. La majeure parties des attaques contre les bases américaines prennent fin le 4 février 2024 — ou en avril selon une autre source— à la demande de l'Iran. En décembre 2024, les milices irakiennes conviennent avec le gouvernement irakien de cesser leurs attaques contre Israël.
Le 15 janvier 2024, l’Iran mènent une série de frappes aériennes et de drones en Irak et en Syrie, affirmant avoir ciblé le siège régional de l’agence de renseignement israélienne Mossad et plusieurs bastions de groupes terroristes en réponse aux attentats de Kerman le 3 janvier, dont l’État islamique a assumé la responsabilité,. La ville d'Erbil, capitale de la région autonome du Kurdistan irakien, est la cible de 11 des 15 missiles tirés au total. Les quatre missiles restants sont dirigés vers le gouvernorat syrien d'Idlib, ciblant les zones contrôlées par l'opposition syrienne,. À Erbil même, l’attaque iranienne tue quatre civils et en blesse 17 autres. Les affirmations de l'Iran selon lesquelles les autorités auraient ciblé la présence israélienne au Kurdistan et les groupes terroristes en Syrie sont rejetées par le gouvernement irakien et le gouvernement autonome kurde, qui ont tous deux condamné l'attaque. Le 16 janvier 2024, l’Iran mène des frappes au Pakistan visant Jaish ul-Adl (en), un groupe combattant islamique sunnite. Le Pakistan répond par des frappes de représailles contre l'Iran (en) le 18 janvier.
La Jordanie a abattu des missiles iraniens étant entrés dans son espace aérien lors d'attaques contre Israël en avril 2024, octobre 2024, et juin 2025.

### Syrie

#### Premières attaques israéliennes
Entre le début de la guerre de Gaza en octobre 2023 et octobre 2024, Israël a lancé plus de 220 attaques contre la Syrie, par le biais de raids aériens et d'artillerie, tuant 296 personnes. Cependant, le gouvernement syrien, sous la présidence de Bachar al-Assad, reste largement à l'écart du conflit régional.
Au cours du premier mois de la guerre, Israël lance des attaques contre les aéroports syriens, et dans le sud-ouest de la Syrie. L'État hébreu poursuit ses frappes en Syrie en 2024, notamment à Damas et à Alep. En janvier, Israël élimine un général iranien de la force Al-Qods du Corps des gardiens de la révolution islamique (CGRI) et 12 autres personnes. Le 1er avril, Tsahal bombarde l'annexe consulaire de l'ambassade d'Iran à Damas, où 16 personnes sont tués, dont Mohammad Reza Zahedi, commandant de la force Al-Qods en Syrie et au Liban,. En septembre, Israël attaque et frappe Masyaf, tuant au moins 18 personnes, et en octobre, les frappes tuent 13 personnes à Damas et 10 à al-Qousseir. En novembre, 23 personnes sont tués en Syrie dans des frappes ciblant le Jihad islamique palestinien,,, et 92 autres combattants soutenus par l'Iran de divers groupes plus tard dans le mois dans les environs de Palmyre,.

#### Offensives de l'opposition et fin du régime d'Assad

Carte des avancées rebelles lors des offensives de l'opposition syrienne qui ont conduit à la chute du régime Assad le 8 décembre 2024.

Le 27 novembre 2024, une coalition de groupes d'opposition syriens lance une offensive surprise contre le gouvernement syrien dirigé par Bachar el-Assad dans le nord-ouest du pays. Cette offensive intervient alors que des alliés clés du gouvernement Assad – la Russie, l'Iran et le Hezbollah – sont affaiblis par d'autres conflits,. Menée par Hayat Tahrir al-Cham (HTS) et appuyée par des rebelles soutenus par la Turquie, cette offensive est la première depuis le cessez-le-feu de 2020, permettant une atténuation des principaux combats de la guerre civile syrienne, en cours depuis 2011.
Le 30 novembre, le HTS prend le contrôle de la majeure partie d'Alep, la Russie intervenant pour mener des frappes aériennes sur les positions rebelles. Le 1er décembre, les rebelles prennent le contrôle de vastes territoires dans les gouvernorats de Hama, d'Idlib et d'Alep, et lancent une offensive sur la ville de Hama,. Celle-ci tombe aux mains du HTS le 5 décembre et, le 7 décembre, ils progressent vers le sud pour prendre la ville de Homs, séparant ainsi le gouvernement de Damas des côtes syriennes. Pendant ce temps, la Chambre des opérations du Sud lance un assaut contre le gouvernement de Deraa et progresse dans la banlieue sud de Damas, tandis que l'Armée syrienne libre, ayant capturé Palmyre, approche de la capitale par l'est.
Damas tombe aux mains des rebelles au petit matin du 8 décembre, 11 jours après le début de l'offensive, et HTS proclame la fin du régime d'Assad alors que celui-ci fuit le pays pour Moscou,. Ahmed al-Charaa, devient le dirigeant de facto de la Syrie et établit un gouvernement de transition dirigé par Mohammed al-Bachir comme Premier ministre par intérim du pays jusqu'en mars 2025.

#### Invasion israélienne

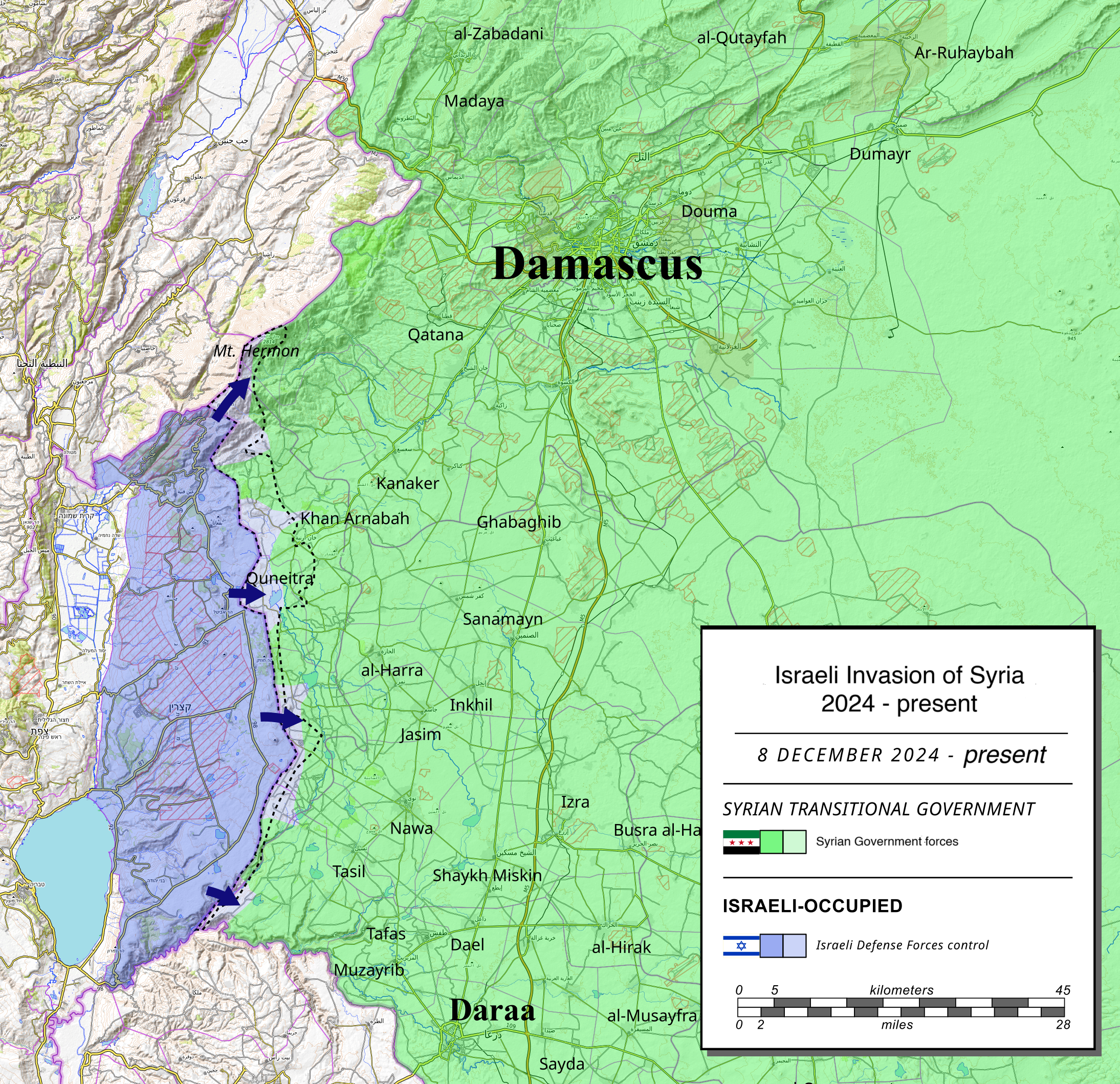
Carte de l'invasion israélienne de la Syrie en 2024.

Après la chute du régime d'Assad, Netanyahou déclare l'accord frontalier israélo-syrien de 1974 comment étant « effondré » et ordonne à l'armée israélienne de commencer une invasion de la zone tampon en Syrie le long des hauteurs du Golan. Israël envahit le côté syrien du mont Hermon, occupe des villages frontaliers dans les parties contrôlées par la Syrie des hauteurs du Golan. Damas et le sud de la Syrie sont bombardés, notamment des stocks d'armes et des bases aériennes abandonnées des forces armées arabes syriennes (FAAS),. Le 9 décembre, Tsahal mène plus de 100 frappes aériennes à travers la Syrie, y compris une frappe sur le port de Lattaquié. Ces attaques, ayant détruit une grande partie des moyens navals et aériens de l'ancienne SAAF et de ses défenses aériennes,,, auraient été nécessaires pour empêcher les « extrémistes de s'emparer d'armes abandonnées ». Al-Charaa condamne les actions d'Israël mais déclare que la Syrie n'entrera pas dans un nouveau conflit.

### Iran

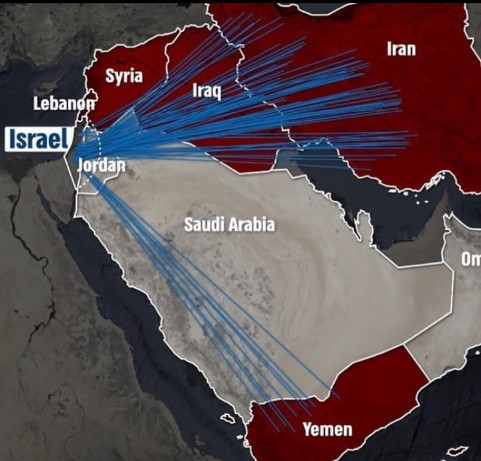
Infographie des frappes iraniennes contre Israël d'avril 2024.

Dans la nuit du 13 et 14 avril 2024, à la suite de l'attaque israélienne contre le consulat iranien à Damas, le Corps des gardiens de la révolution islamique d'Iran lance plusieurs centaines de drones Shahed 136, ainsi que, plus tard dans la nuit, des missiles balistiques et de croisière emportant des charges conventionnelles (pour un total de près de 300 vecteurs). L'attaque est coordonnée avec les forces de mobilisation populaire d'Irak, le groupe libanais du Hezbollah et les Houthis du Yémen. La plupart de ces vecteurs, lents (les drônes Shahed volant à 185 km/h seulement), mettent ainsi plusieurs heures à atteindre les espaces ciblés. 99% de ces vecteurs sont interceptés avant leur arrivée au sol, soit par les défenses anti-aériennes françaises ou américaines stationnées dans la région, soit par les défenses anti-aériennes israéliennes (notamment au sein de la composante Iron Dome).
Il s'agit de la première attaque directe de l'Iran contre Israël et du premier affrontement direct depuis le début du conflit par procuration Iran-Israël en 1985.
Israël mène des opérations militaires de représailles en Iran, en Irak et en Syrie le 19 avril 2024.

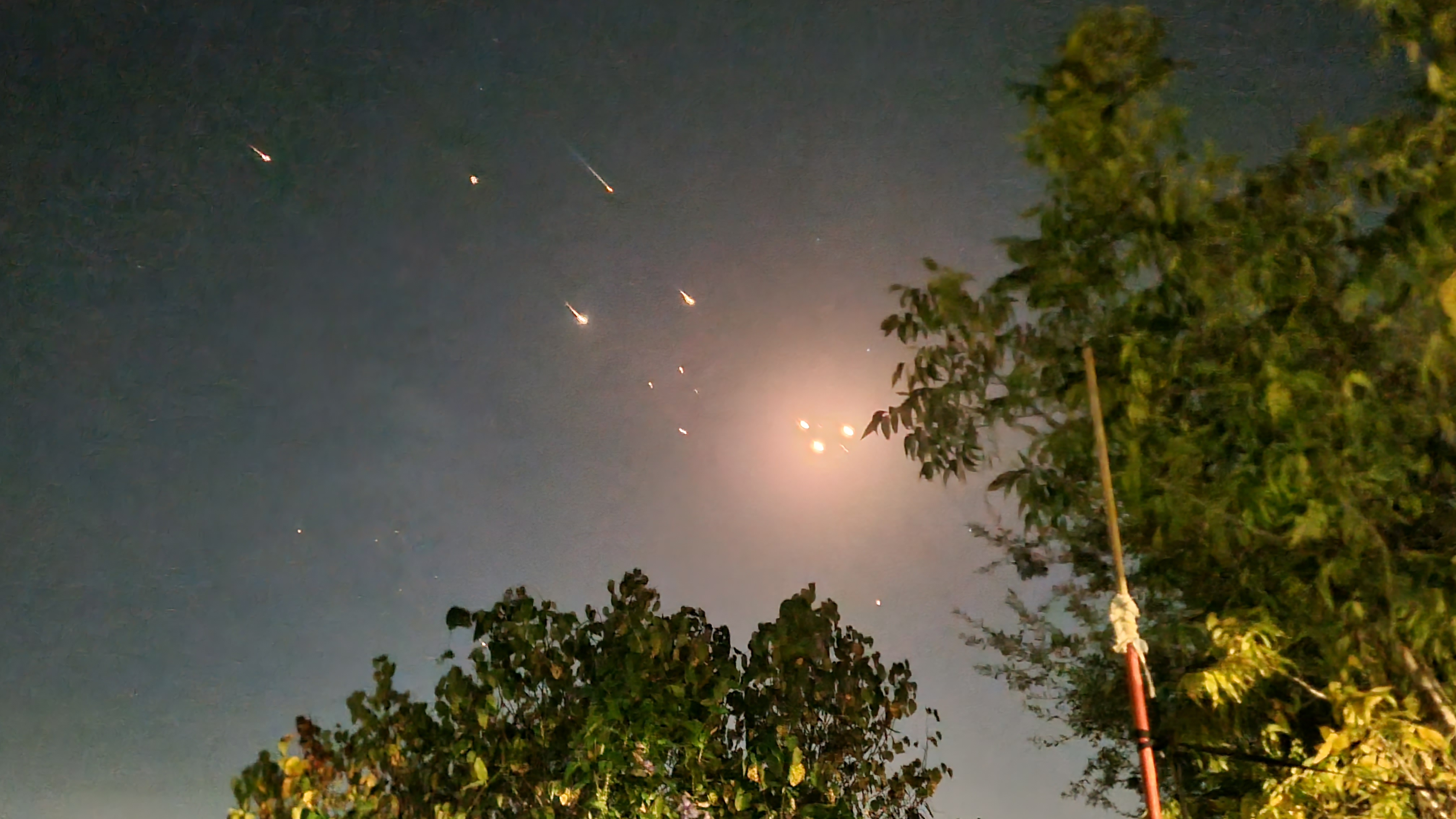
Interceptions par le Dôme de fer de missiles iraniens lors des frappes d’octobre 2024.

De nouvelles frappes iraniennes contre Israël sont menées le 1er octobre 2024 au moyen de missiles balistiques lancés en deux vagues,. Des explosions sont entendues au-dessus de Tel-Aviv et de Jérusalem. L'armée israélienne confirme que plus de 180 missiles ont été tirés par l'Iran et selon Beyrouth il s'agirait de plus de 400 engins balistiques. Un Palestinien est tué et plusieurs autres sont blessés par des fragments de roquettes à Jéricho. Cette attaque est lancée en réponse à l'assassinat par Israël du chef du Hamas Ismaël Haniyeh le 31 juillet 2024 à Téhéran et du secrétaire général du Hezbollah, Hassan Nasrallah lors du bombardement du siège du Hezbollah le 27 septembre. C'est la deuxième fois que l'Iran attaque ouvertement Israël depuis son propre territoire après la vague de bombardement du 13 avril 2024. Israël riposte le 26 octobre par une attaque contre la Perse inédite par son ampleur depuis la guerre Iran-Irak, avec plus de 100 avions israéliens ciblant les radars et les systèmes de défense aérienne iraniennes. L'attaque aurait gravement endommagé les capacités de défense aérienne et de production de missiles iraniens.

#### Programme nucléaire iranien
Après la lettre de Trump à l'Iran, la marine du CGRI saisit deux pétroliers saoudiens dans le golfe Persique. En avril, selon le ministre des Affaires étrangères français, si l'Iran obtient l'arme nucléaire, une guerre sera quasiment inévitable. D'après le président américain Trump, l'Iran souhaite des négociations directes.
« Les Iraniens sont prêts à la guerre, même si les États-Unis attaquent en premier », déclare en avril 2025 le général Hossein Salami.
Le 7 avril, le ministre des Affaires étrangères iranien annonce que l'Iran et les États-Unis entameront des négociations indirectes mais importantes à Oman.

#### Guerre Israël-Iran
Le 13 juin 2025, Israël lance des attaques à grande échelle contre des cibles dans plusieurs régions d'Iran. Tsahal cible des installations nucléaires et militaires, ainsi que les résidences privées de hauts responsables, causant des dommages à des sites nucléaires clés et tuant les plus hauts dirigeants militaires iraniens. Selon les médias d'État iraniens, le commandant du Corps des gardiens de la révolution islamique (CGRI), Hossein Salami,,, le chef d'état-major des forces armées iraniennes, le général de division Mohammad Bagheri, et les scientifiques nucléaires Fereydoun Abbassi et Mohammad Mehdi Tehranchi sont tués dans ces bombardements. Les attaques israéliennes touchent également les civils iraniens, où plus de 400 d'entre-deux ont déjà trouvé la mort. L'Iran riposte en bombardant Israël dans les jours qui suivent. Au 16 juin, l'Iran a tiré 350 missiles balistiques sur l'État hébreu. Ces tirs font 24 morts et de nombreux blessés.
Dans la nuit du 21 juin au 22 juin 2025, les États-Unis annoncent avoir frappé plusieurs sites nucléaires en Iran, dont l'usine d'enrichissement d'uranium de Fordo, l'usine d'enrichissement d'uranium de Natanz et le centre de technologie et de recherche nucléaire d'Ispahan avec 12 bombes antibunkers GBU-57 largués par 6 B-2 et une trentaine de missiles de croisière Tomahawk. La communauté internationale réagit avec inquiétude face à cette escalade. En réponse de à l'opération Marteau de minuit menée par les États-Unis contre des installations nucléaires iraniennes, l'Iran attaque le 23 juin plusieurs bases militaires américaines au cours de l'opération Annonce de la Victoire, dont la base militaire d'Al-Udeid, en Irak et au Qatar,,,,,. Le 24 juin, la république islamique d'Iran et l'État d'Israël ont tous deux approuvé un cessez-le-feu « complet et total » d'une durée de 12 heures.

## Pertes
Selon le ministère de la Santé de Gaza, plus de 61 000 Gazaouis ont été tués et 109 000 autres blessés depuis le début de la guerre en octobre 2023, avec des décès indirects probablement bien plus élevés. Le ministère ne fait pas de distinction entre les civils et les membres d'organisations armées; selon l'Institut israélien d'études de sécurité nationale, Israël a neutralisé plus de 17 000 combattants, alors que le Hamas annonce 20 % de pertes dans ses rangs en avril 2024, soit environ 6 000 combattants. Une analyse des données (jusqu'en avril 2024) du ministère par l'Associated Press révèle que les femmes et les enfants représentent 54 % des décès identifiés, une statistique souvent utilisée comme indicateur des victimes civiles. Plusieurs gouvernements et Organisation non gouvernementale accusent Israël de cibler des civils et de commettre un génocide contre les Palestiniens gazaouis, ce qu'Israël dément,.
En Israël, l'attaque menée par le Hamas le 7 octobre a entraîné la mort de 1 195 personnes, dont 816 civils et 379 membres des forces de sécurité,,. Sur les 251 personnes prises en otages, 136 ont été libérées, 39 sont décédées, trois ont été tuées accidentellement par Tsahal et 73 sont toujours en captivité,,. Au moins 405 soldats israéliens et un officier sont morts pendant l'invasion israélienne de la bande de Gaza. 80 soldats israéliens et 46 civils ont été tués dans la guerre contre le Hezbollah,; lors des incursions israéliennes en Cisjordanie les pertes s'élèvent à 37 soldats israéliens tués, et 50 blessés,,.
Au Liban, les autorités dénombrent 4 047 morts et 16 638 blessés. Le Hezbollah confirme la mort de 521 de ses membres, et selon l'Observatoire syrien des droits de l'homme, 67 combattants du Hezbollah ont été tués en Syrie depuis le début de la guerre,. L'armée israélienne estime qu'environ 3 800 membres du Hezbollah ont péri dans les affrontements, tandis que selon certains médias, les pertes peuvent atteindre les 4 000. Les premiers accrochages au Sud-Liban ont également fait au moins 20 morts parmi les membres du Hamas et du Jihad islamique palestinien. Selon le ministère libanais de la Santé publique, quatorze journalistes ont été tués par Tsahal en couvrant le conflit.
En Cisjordanie, les pertes côté palestinien s'élèvent en mars 2025 à 961 tués, dont plus de 200 enfants,, principalement en raison de raids militaires israéliens. De plus, l'offensive de l'Autorité palestinienne à Jénine entraîne la mort de six soldats de l'AP, de quatre combattants palestiniens et de trois civils. Pendant la crise de la mer Rouge, les Houthis ont tué quatre marins en transit,, tandis qu'en décembre 2023, les frappes américaines contre des navires houthis en mer Rouge provoquent la mort de 10 combattants yéménites. En mai 2024, les frappes aériennes américaines et britanniques au Yémen contrôlé par les Houthis ont tué 56 personnes,. Cinq soldats américains sont morts en janvier 2024 : deux Navy Seals perdus en mer lors d'une opération visant à saisir des armes iraniennes destinées aux Houthis au Yémen et trois soldats tués dans une attaque de l'IRI en Jordanie.